# Osnovna šola Frana Roša Celje
Osnovna šola Frana Roša Celje je osnovna šola v Celju. Leži v mestni četrti Nova vas na manjši vzpetini na vznožju severnega dela Golovca ob novi cestni povezavi s Hudinjo.
Izvršni odbor Občinske izobraževalne skupnosti v Celju je leta 1979 sprejel sklep o ustanovitvi šole v tem delu mesta. Šolo so začeli graditi v začetku tega leta po načrtih arhitekta Mihe Polutnika. Imenovali so jo po Franu Rošu, pisatelju, pesniku, dramatiku in Maistrovem borcu na Koroškem.
Trenutna ravnateljica šole je Vojin Mlinarevic, pomočnica pa Natasa Cupeljic. V šolskem letu 2007/2008 je bilo na šoli 400 učencev.